# لياندرو سيمون
لياندرو سيمون (29 سبتمبر 1974 في ساو برناردو دو كامبو في البرازيل – )؛ هو لاعب كرة قدم سابق كان يلعب كمهاجم.

## وصلات خارجية
- لياندرو سيمون على موقع رابطة كرة القدم اليابانية للمحترفين (اليابانية)
- لياندرو سيمون على موقع قاعدة بيانات كرة القدم.إي يو (الإنجليزية)
- لياندرو سيمون على موقع Soccerway.com (الإنجليزية)
- لياندرو سيمون على موقع عالم كرة القدم.نت (الإنجليزية)